# プジョー・508
508は、プジョーが製造・販売しているDセグメントセダン（2代目はファストバックセダン）およびステーションワゴン型自動車である。

## 初代 W23/22型 (2011年 - 2018年)
中型セダン及びステーションワゴンの407及び大型セダンの607を統合した車種で、500番台のモデルとしては1991年末に生産を終了した505以来となる。ボディタイプは407同様、セダンとSW（ワゴン）がラインナップされている。スタイリングは、新世代第一号のものとなり、新たにPEUGEOTのロゴがフロントグリル上部に配置された。プラットフォームやエンジンは二代目シトロエン・C5と共有であり、生産も同じPSAレンヌ工場で行われる。
エンジンは直噴ターボ採用のガソリン1.6Lとコモンレール式ディーゼル（HDi）1.6L/2.0Lがラインナップされている。トランスミッションは、6速MTがガソリン1.6Lとディーゼル1.6L/2.0L、6速ATがガソリン1.6Lとディーゼル2.0Lにそれぞれ組み合わせられる。欧州では「RXH」と称するクロスオーバーモデルも導入され、2.0L直列4気筒ディーゼルターボエンジンとモーターを組み合わせたハイブリッドパワートレインが搭載された。
2014年6月にフェイスリフトが実施されphase2へ移行。

### 日本市場での動向
日本国内では2011年6月9日に発表され、同年7月11日から発売を開始した。日本に導入されるのはセダン、SWともガソリン1.6L+6ATのみで、それぞれにベースグレードの「アリュール」とキセノンヘッドランプや本皮革シート等を採用した上級グレード「グリフ」が用意され、SW全車にパノラミックガラスルーフが標準装備となる。
phase2（後期型）は2015年1月から導入された。
2016年7月12日、PSAグループのクリーンディーゼル「BlueHDi」搭載車が日本でも発売された。「308 BlueHDi」と共に2.0 L（180ps、400Nm）+ 6ATを組み合わせた「508GT BlueHDi」のセダンとSWが導入された。

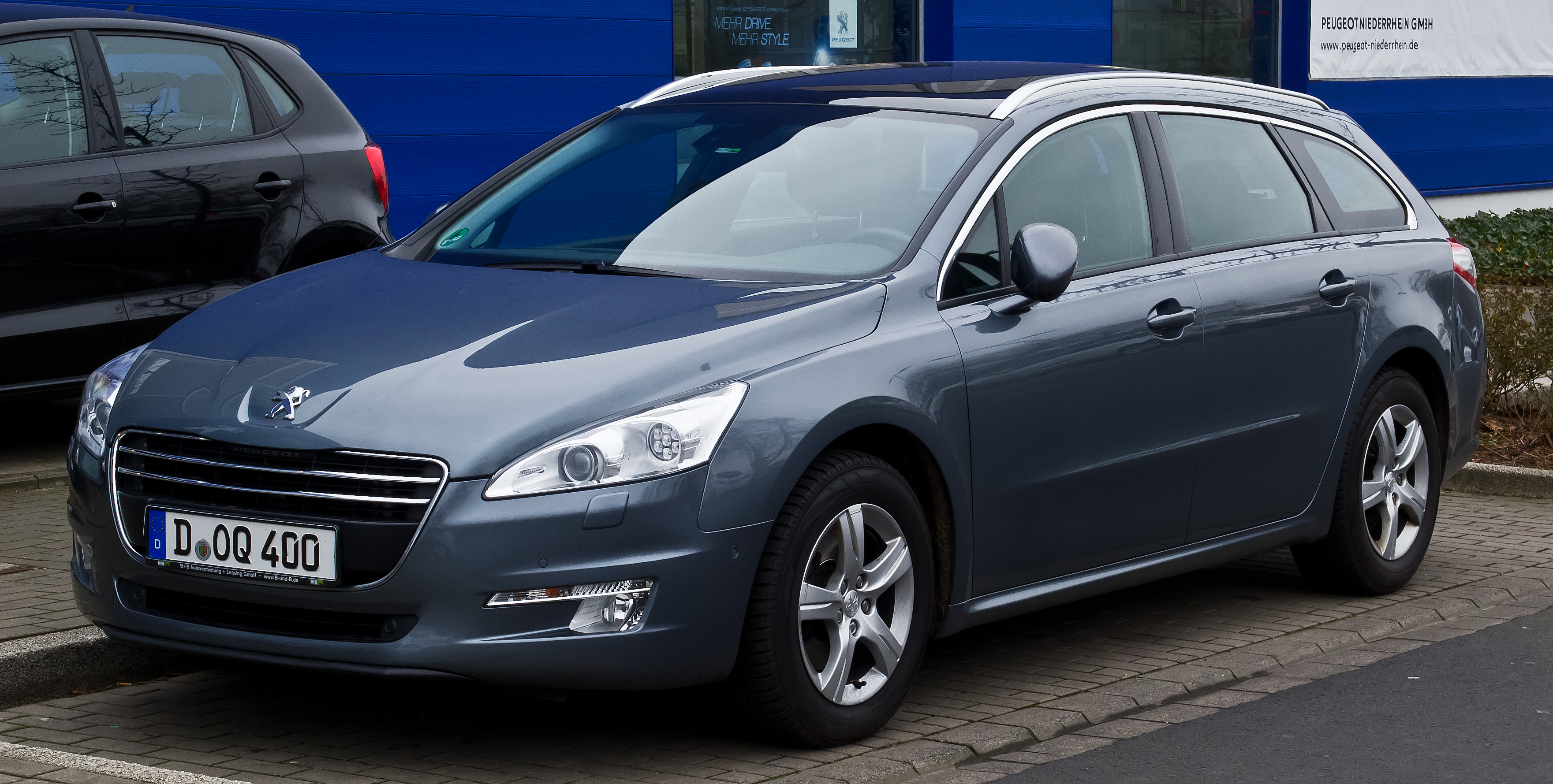
508SW（前期型）
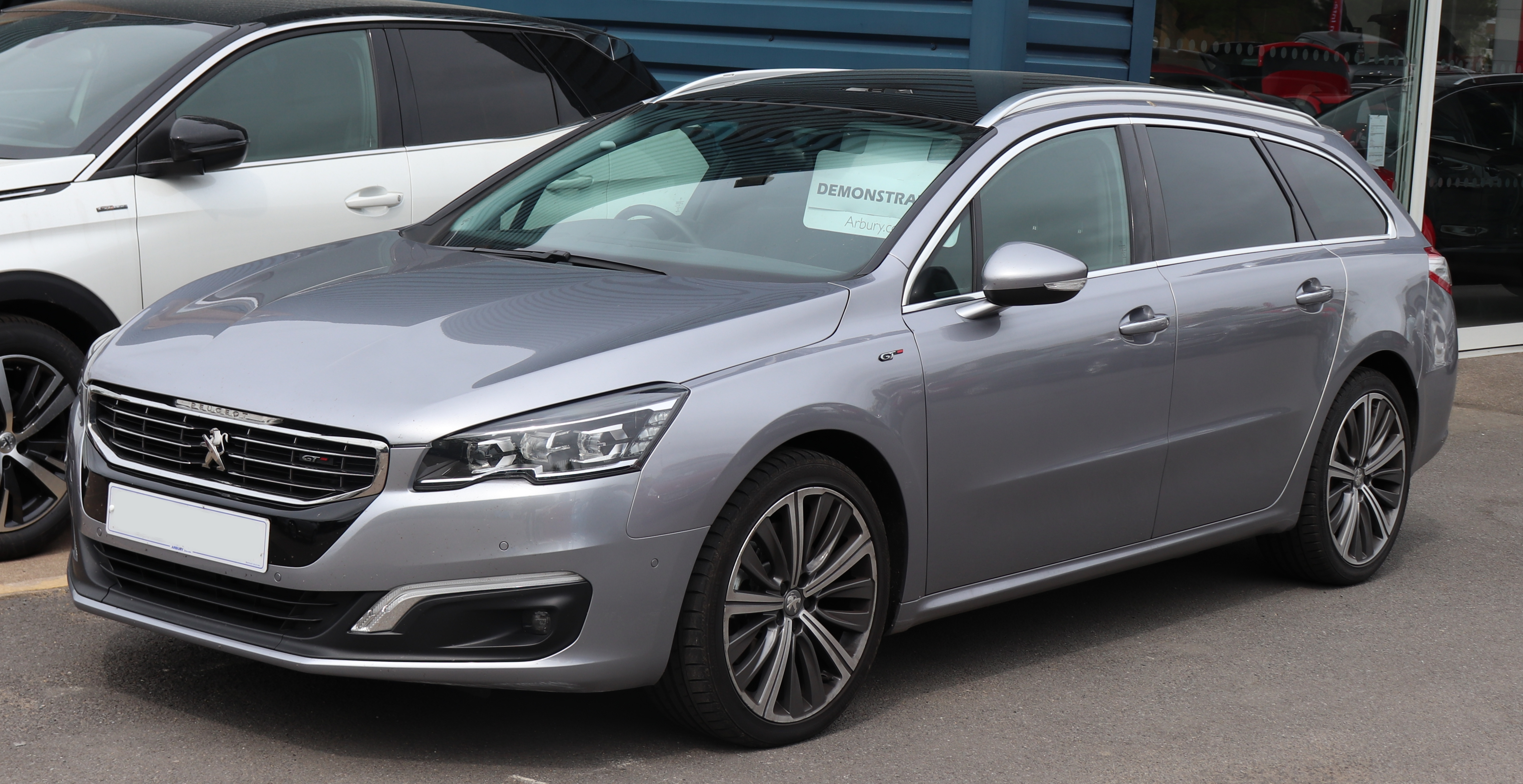
508SW（後期型）
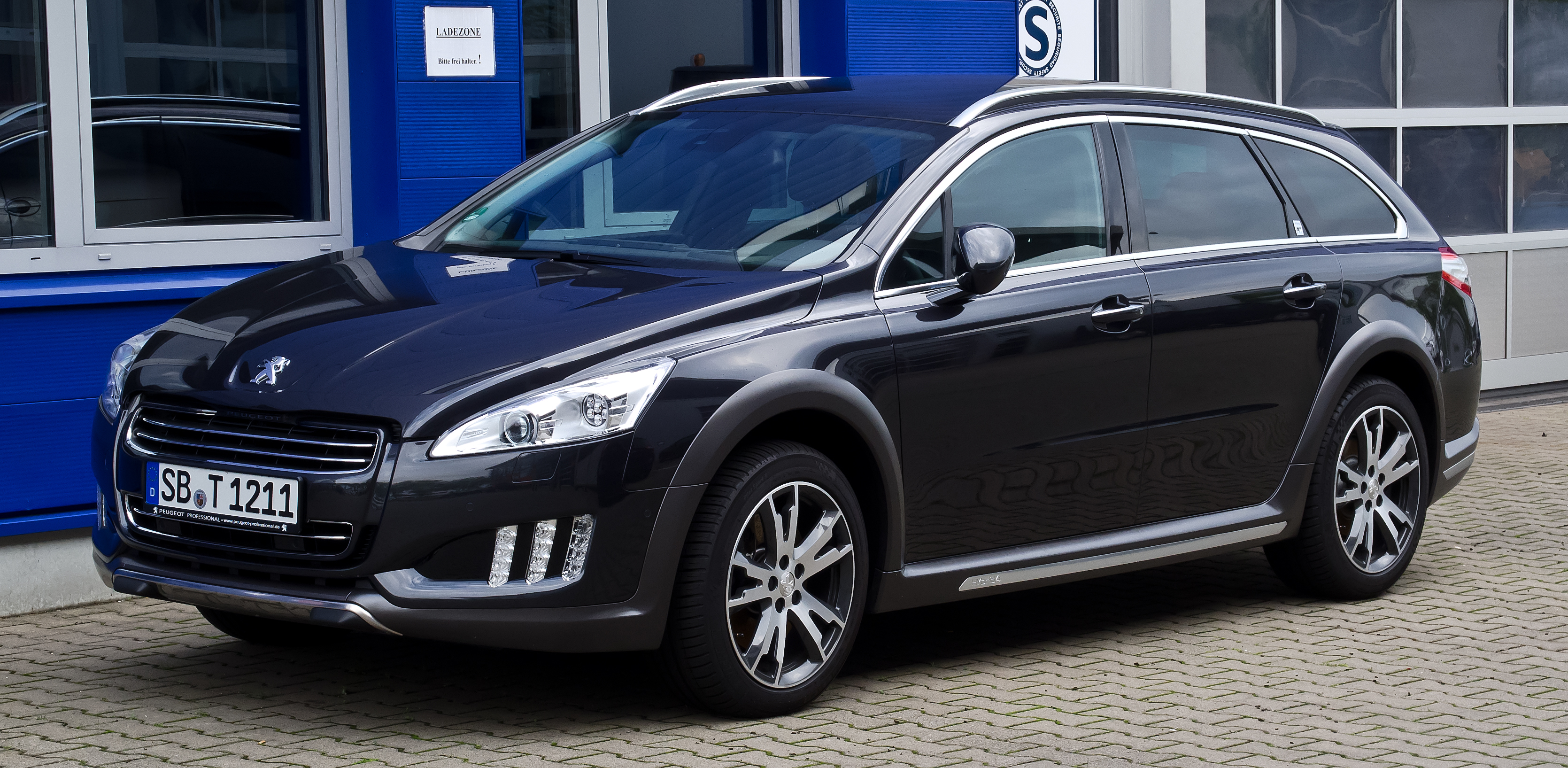
508RXH
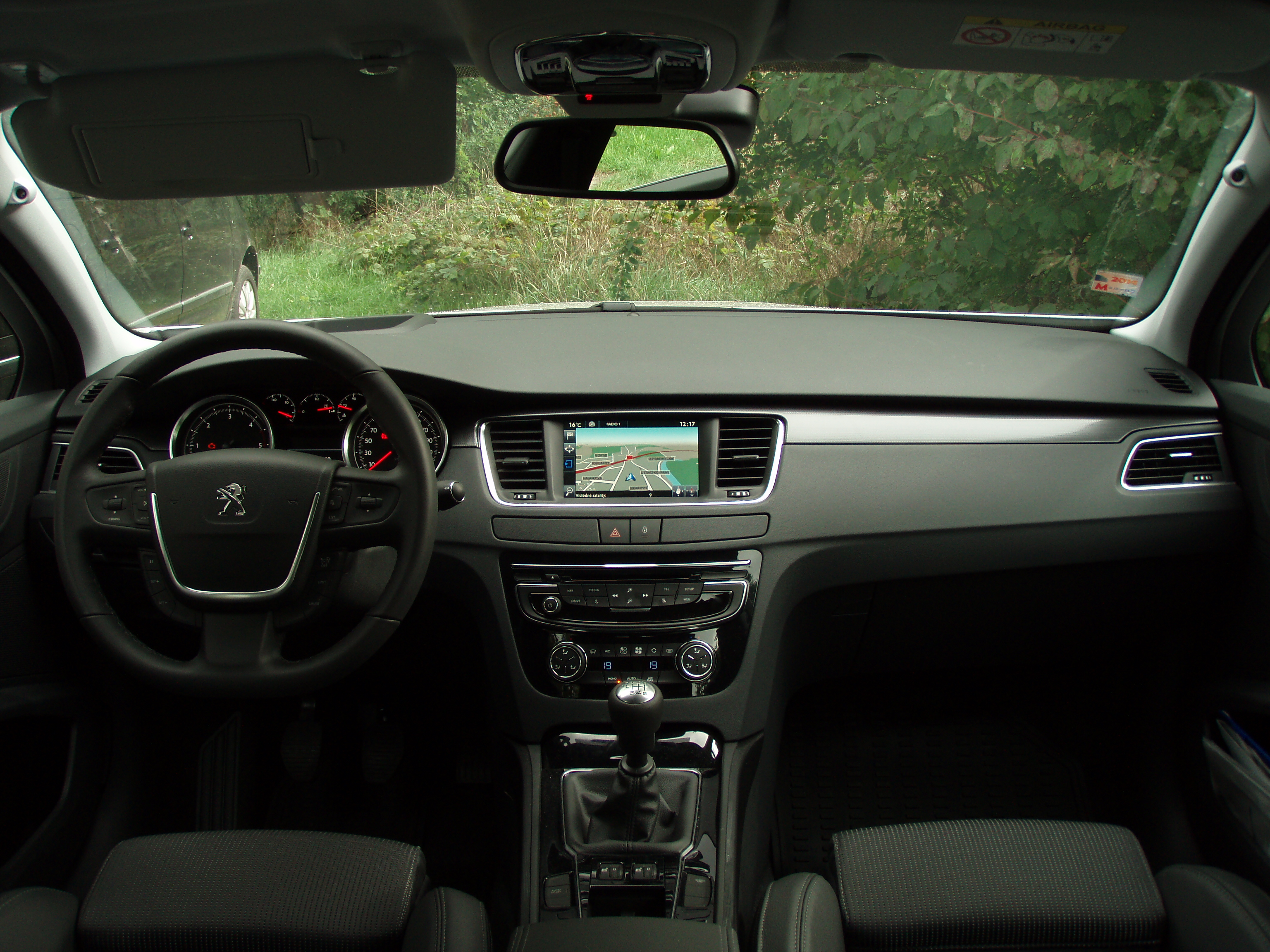
インテリア

## 2代目 R83/82型 (2018年 - )
2018年3月、ジュネーブモーターショーにて正式発表。同年欧州にて販売開始。
先代が最大のターゲットとしていた中国市場での失敗を踏まえ、当代ではチーフデザイナーのジル・ヴィダルによって欧州モデルの原点に立ち返ったスポーティなデザインへと舵を切った。SWは先代同様にステーションワゴンだが、セダンは4ドアセダンから5ドアファストバックへと転換され全高が抑えられた。また、獅子の牙をイメージした縦長のデイタイムLEDライトや、同じく鉤爪をイメージしたLEDテールライト、往年の504をイメージしたフロントグリル上の「508」のロゴタイプ、サッシュレスドア（508L除く）を採用していることが外観面での大きな特徴となっている。
インテリアには最新のプジョー車同様「i-Cockpit」が導入され、12.3インチのデジタルメーターや小径ステアリング、8インチのインフォテイメントシステムが搭載される。またUSBケーブル接続によってApple CarPlayやAndroid Autoにも対応する。荷室容量はファストバックが487L、SWが530L（いずれもVDA法）である。
エンジンは133kW/180psの出力を発生させる1.6L直噴ツインスクロールターボ「PureTech」及び130kW/177psの出力と400Nmのトルクを発揮する2.0L直噴コモンレール式ターボディーゼル「BlueHDi」が用意される。この他にフランス本国においては1.5L直噴ディーゼルターボ、165kW/225psを発生させる1.6L直噴ツインスクロールターボ、及び1.6L直噴ツインスクロールターボと電動モーターを組み合わせ、システム出力165kW/225psを発揮するプラグインハイブリッドモデル（PHEV）も用意される。PHEVは、1.3L/100km（76.9km/l）の燃費を誇るほか、電気のみで54kmの走行が可能である（いずれもWLTP）。
サスペンションはプジョーブランド初となるアクティブサスペンションが搭載され、スポーツ、コンフォート、エコ、ノーマルの4つのドライビングモードの選択に応じて減衰力が変化する。
安全装備はアクティブセーフティブレーキやアクティブクルーズコントロール、レーンポジショニングアシストなどがいずれのグレードにも標準搭載される。
中国市場には同市場限定の「508L」が用意され、ファストバック及びSWは販売されない。ファストバックをベースとし、ボディスタイルを5ドアファストバックセダンから4ドアノッチバックセダンに改めたほか、ファストバック比でホイールベースが45mm、全長が110mm延長されている。また、上級グレードには日本市場に設定がない1.8L直列4気筒ターボエンジンも搭載される。
2020年9月24日、プジョースポールエンジニアードを設定。PHEVの4WDモデルとなり、0～140㎞はモーター単独走行が可能でシステム最高出力は360ps、0-100km加速は5.2秒。

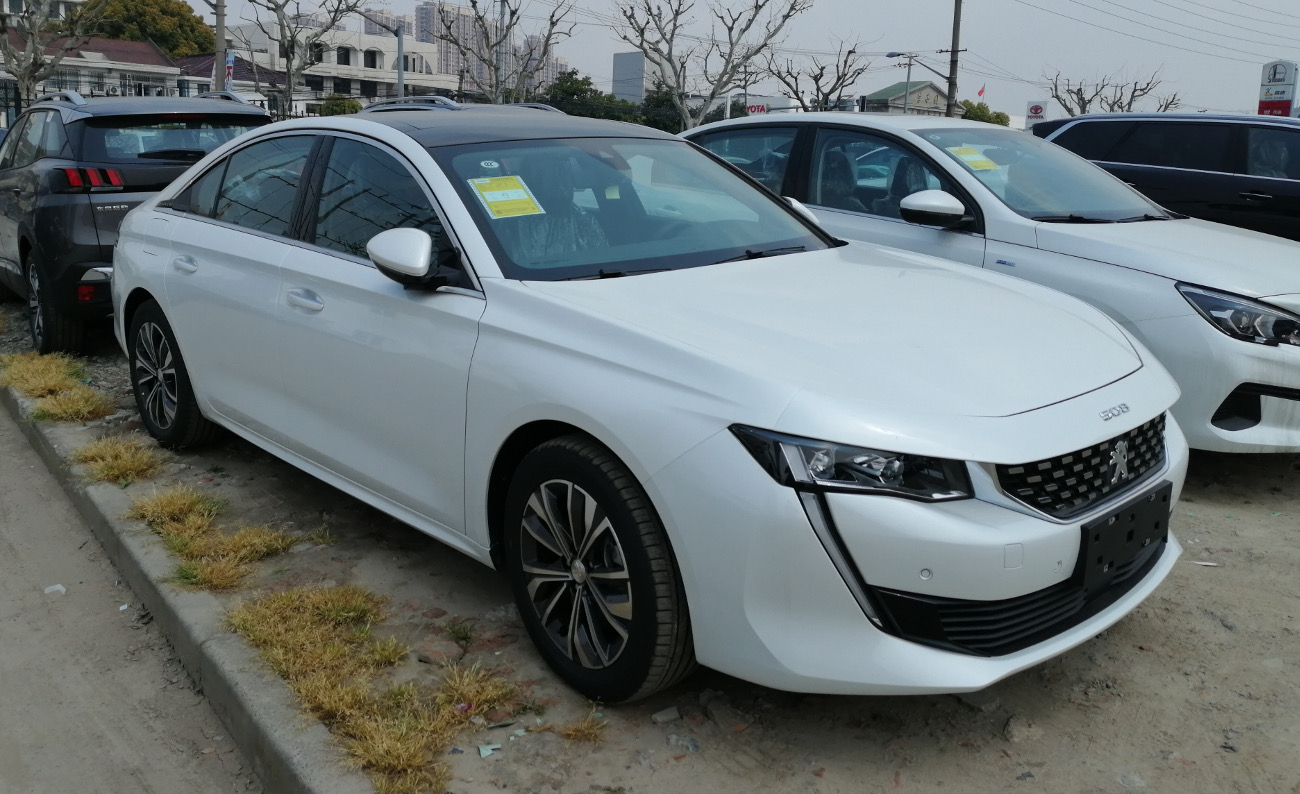
508L

### 日本市場での動向
日本へは2018年11月にまずファストバックの「ファーストエディション」が60台限定で先行投入され、2019年3月より本格導入を開始。同年6月にSWの導入を開始した。
日本市場においてはファストバック、SWともに1.6L直噴ツインスクロールターボ「PureTech」を搭載した「Allure（アリュール）」、「GT Line」及び2.0L直噴コモンレール式ターボディーゼル「BlueHDi」を搭載した「GT BlueHDi」の3種のラインナップが用意される。トランスミッションはいずれも8速ATが搭載される。上級グレードの「GT Line」及び「GT BlueHDi」には専用グリルおよび18インチアロイホイールが標準装備されるほか、オプションとしてナッパレザーシートが選択可能である。

2021年6月には508/508SWともにグレードが「GT」に統一されるとともに、PHEVである「GT HYBRID」が新たにラインナップに設定された。